# Johanna Dohnal

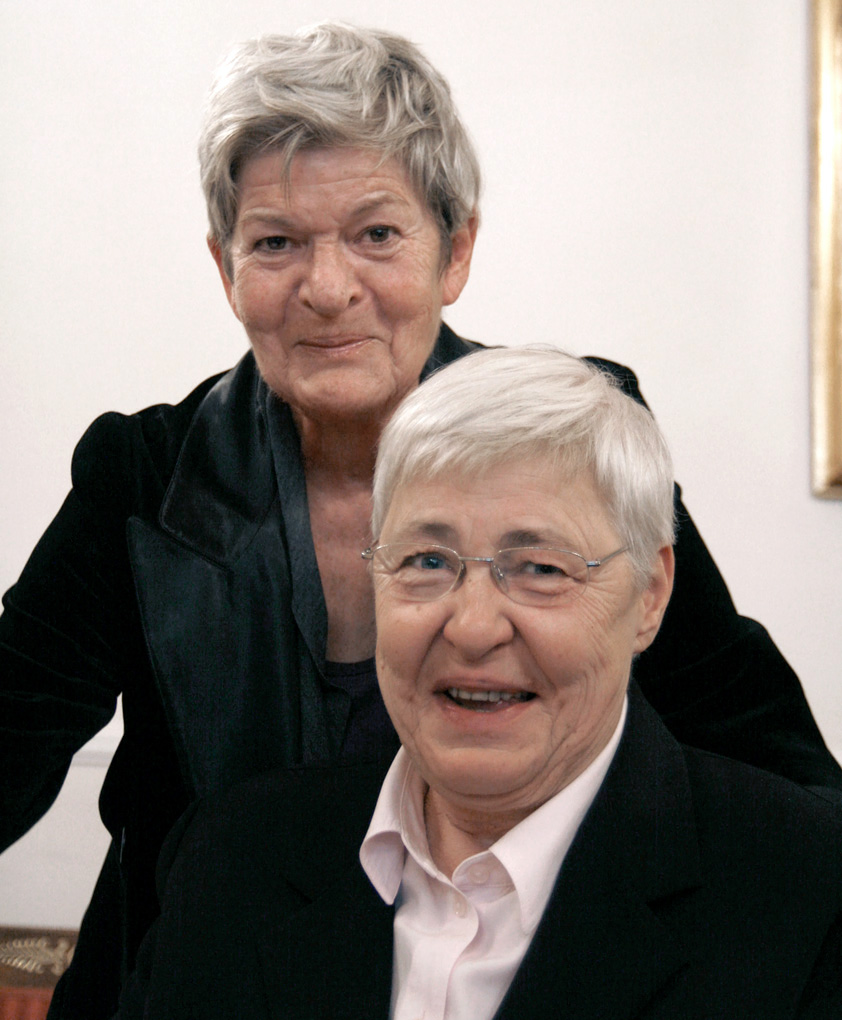
Johanna Dohnal (sitzend) und Elisabeth Orth (2008)

Johanna Aloisia Dohnal (* 14. Februar 1939 in Wien als Johanna Dietz; † 20. Februar 2010 in Grabern, Niederösterreich) war eine österreichische Feministin und Politikerin der SPÖ. Als diese war sie ab 1991 die erste Frauenministerin Österreichs.
Dohnal galt als Österreichs bekannteste Frauenpolitikerin und als Ikone der österreichischen Frauenbewegung.

## Kindheit und Jugend
Johanna Dietz wuchs als uneheliches Kind im 14. Wiener Gemeindebezirk bei ihrer Großmutter auf, da ihre Mutter an Tuberkulose litt. Ihre Kindheit war geprägt vom Überlebenskampf der Großmutter, dem Chaos des Krieges, der nationalsozialistischen Herrschaft und der rasch erlahmten Aufbruchsstimmung sowie der restaurativen Wende in Österreich nach 1945. Nach dem Besuch der Volks- und Hauptschule begann sie eine Ausbildung zur Industriekauffrau in einer Kunststofffabrik. Eine höhere Schulbildung blieb ihr aus finanziellen Gründen versagt.
1956 wurde Johanna Dietz Mitglied der SPÖ; 1957 heiratete sie den Chauffeur Franz Dohnal. 1959 wurde sie zum ersten Mal Mutter. Ab 1960 wohnte Dohnal mit Mann und ab 1961 mit zwei Kindern in einer Gemeindewohnung der Stadt Wien auf 48 m² Wohnfläche. Weil das Geld dringend gebraucht wurde, begann Dohnal wenige Wochen nach der ersten Geburt wieder zu arbeiten; nach der zweiten Geburt wurde ihr gekündigt. Weil keine kostengünstigen Betreuungseinrichtungen zur Verfügung standen, nahm Dohnal verschiedene Heimarbeiten an. Erst 1969 gelang es ihr, wieder eine ordentliche Anstellung zu finden, diesmal als Sekretärin in einer Schlosserei. 1976 erfolgte die Scheidung von Franz Dohnal.

## Politische Karriere

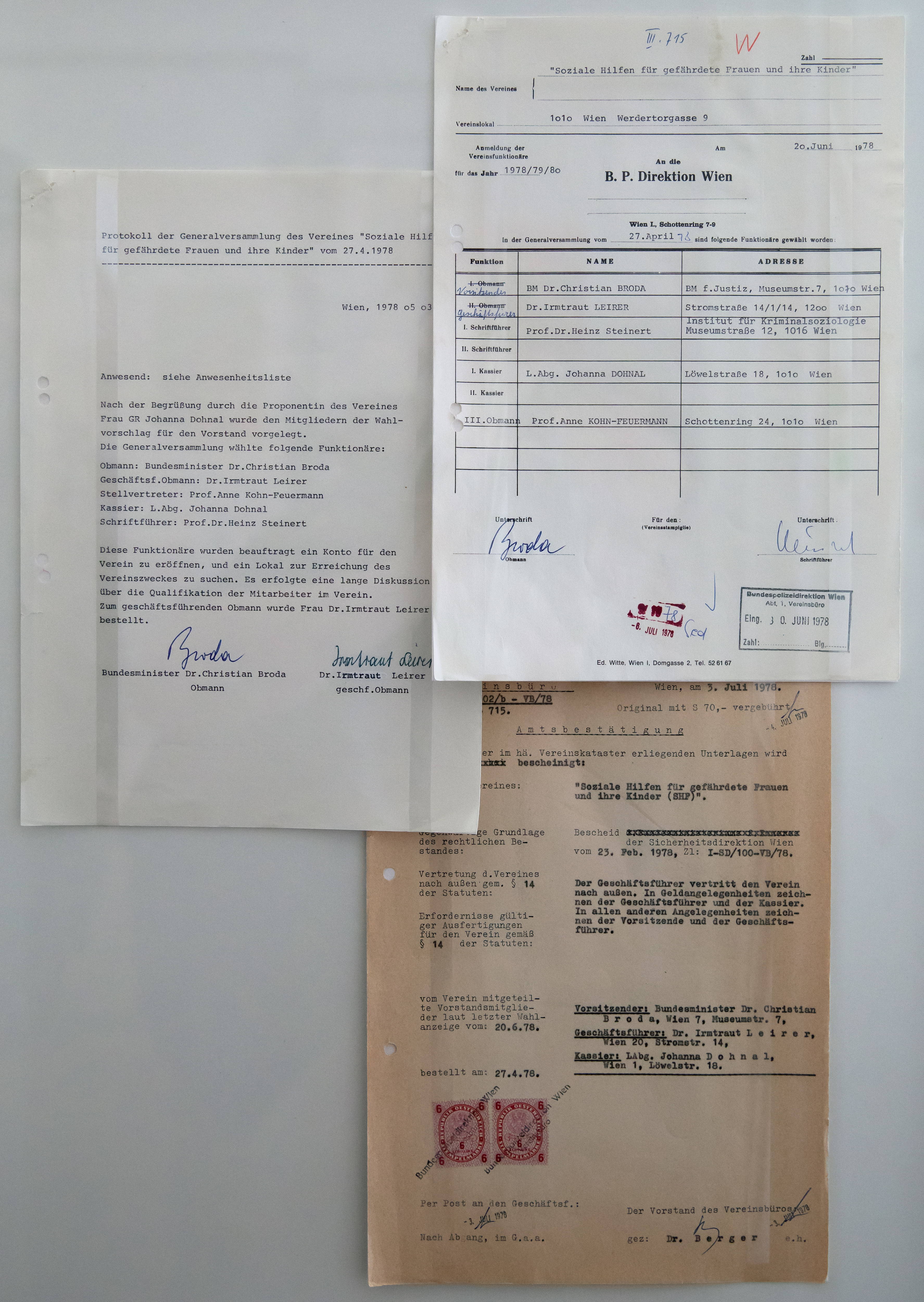
Gründungsdokumente des von Dohnal mitgegründeten Vereins Soziale Hilfen für gefährdete Frauen und Kinder (1978)

1969 wurde Dohnal sozialistische Bezirksrätin im 14. Bezirk; 1971 wurde sie zur Vorsitzenden der SPÖ-Frauen des Bezirks gewählt. 1972 wechselte sie in die Parteizentrale der SPÖ, wo sie bis 1979 als Landesfrauensekretärin der SPÖ Wien arbeitete. 1973 bis 1979 war sie in der Ära von Bürgermeister Leopold Gratz Abgeordnete im Wiener Gemeinderat und Landtag. 1978 war Dohnal Mitgründerin des Vereins Soziale Hilfen für gefährdete Frauen und Kinder, der das erste Wiener Frauenhaus schuf.
Nach langjähriger politischer Aktivität auf dem Feld der Gleichberechtigungspolitik holte Bruno Kreisky Dohnal 1979 als Staatssekretärin für allgemeine Frauenfragen in die Bundesregierung Kreisky IV. Sie arbeitete verstärkt in der österreichischen Frauenpolitik, setzte zahlreiche gesetzliche Verbesserungen vor allem für die berufstätigen Frauen durch. Außerdem engagierte sie sich in der Friedens-, der Bildungs- und der Entwicklungspolitik. Dohnal blieb in allen Regierungen bis 1990 Frauenstaatssekretärin.
Im Jänner 1991 wurde Dohnal unter Bundeskanzler Franz Vranitzky Bundesministerin für Frauenangelegenheiten und damit die erste österreichische Frauenministerin. Den Ministerposten behielt sie bis 1995.
1987 wurde Dohnal Vorsitzende der SPÖ-Frauen und stellvertretende Bundesvorsitzende der SPÖ, was sie bis 1995 blieb. Anfang der neunziger Jahre wurden in Österreich elementare Frauenrechte wie die Beseitigung der Amtsvormundschaft bei ledigen Müttern, das Recht zur Betretungsverweigerung bei Gewalt in der Ehe und das gesetzliche Verbot der sexuellen Belästigung auf Initiative Dohnals gesetzlich festgeschrieben.

## Rückzug aus der Politik
1993 wurden Gleichbehandlungsgesetze für den öffentlichen Dienst verabschiedet; eine Frauenquote an Universitäten und in Ministerien wurde eingeführt. Mitte der 1990er Jahre begann allerdings in Österreich nach den ersten großen Erfolgen Jörg Haiders eine konservative Wende; Dohnals Initiativen und ihre Person wurden in scharfen Kontroversen in Frage gestellt. Dohnal wehrte sich, konnte aber dem Stimmungsumschwung im Land nichts Entscheidendes mehr entgegensetzen; 1995 wurde sie von Vranitzky gegen ihren Widerstand als Frauenministerin aus der Regierung entlassen. Sie zog sich aus der Berufspolitik zurück und kandidierte für kein politisches Amt mehr.
Ab 1995 engagierte sich Dohnal in den schon seit Jahrzehnten von ihr mit Leidenschaft mitbestimmten politischen Teilbereichen; sie arbeitete mit Universitäten, NGOs, Frauenorganisationen und Gewerkschaften zusammen und betrieb auch im Web weiterhin ihren Kampf für die Gleichstellung der Frau in Staat und Gesellschaft und ihre sozialistischen Ideale.
Im Jahr 2008 veröffentlichte sie im Studienverlag das Buch Innensichten österreichischer Frauenpolitiken, in dem sie über die Entwicklung der Frauenpolitik in Österreich schreibt, über Reformen der 1970er Jahre bis zur Zusammenarbeit mit der autonomen Frauenbewegung, aber auch über Auseinandersetzungen innerhalb der SPÖ (etwa den Konflikt mit Rotraud A. Perner).

## Privat

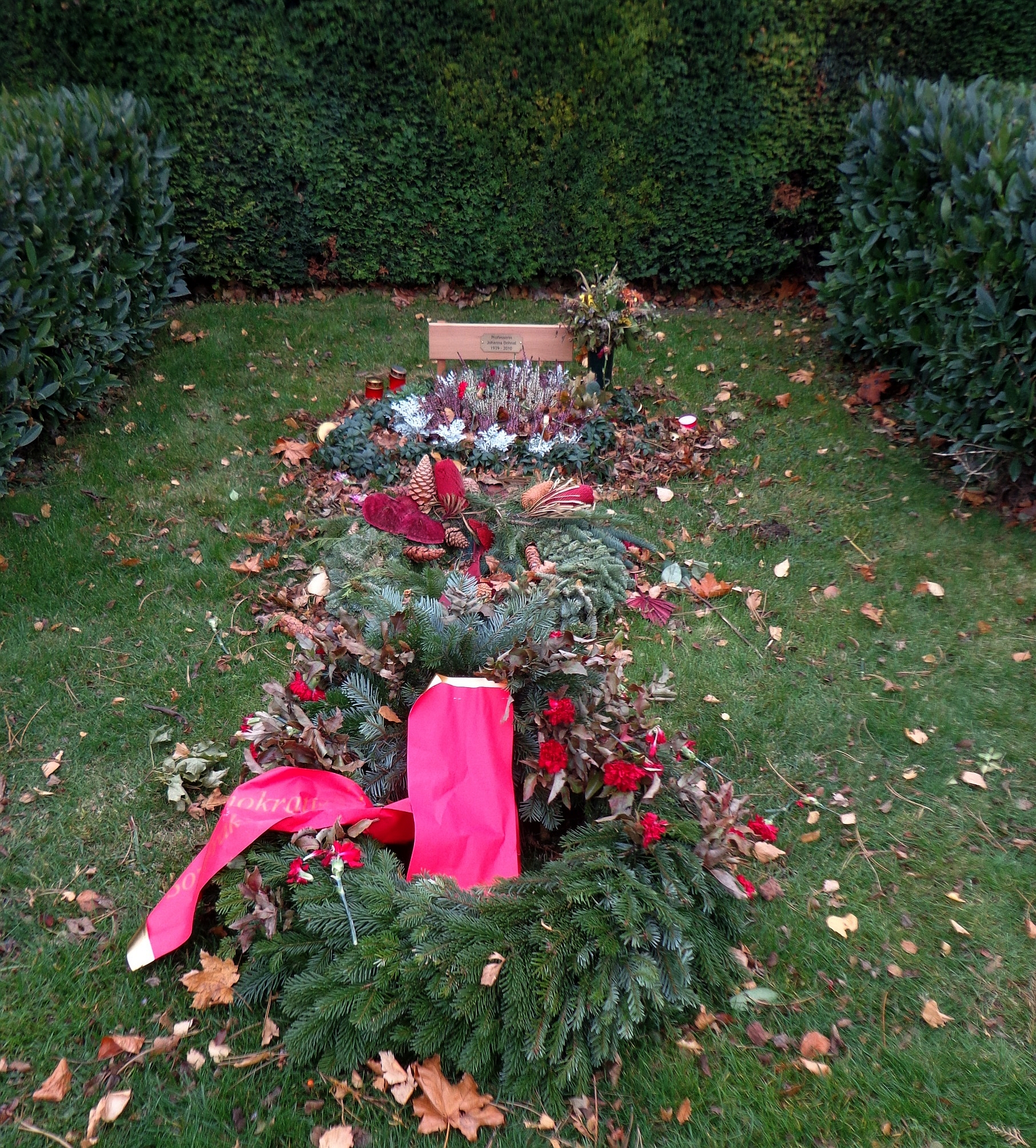
Wiener Zentralfriedhof – Ehrengrab von Johanna Dohnal

Ab 1981 lebte sie in Lebensgemeinschaft mit der SPÖ-Gemeinderätin Annemarie Aufreiter, mit der sie Anfang 2010 nur kurze Zeit nach Inkrafttreten des Eingetragene Partnerschaft-Gesetzes am 1. Jänner 2010 eine Eingetragene Partnerschaft einging. Dohnal besaß ein Landhaus in Mittergrabern im Weinviertel.
Dohnals Sohn Robert verstarb im Jänner 2008; ihre Tochter Ingrid ist für den Verein Wiener Frauenhäuser, dessen Ehrenvorsitzende Johanna Dohnal war, als Assistentin tätig.
Johanna Dohnal verstarb im Alter von 71 Jahren in der Folge bereits länger andauernder Herzprobleme in ihrem Landhaus in Mittergrabern. In offiziellen Stellungnahmen wurde in diesem Zusammenhang die herausragende Stellung von Johanna Dohnal für die Gleichberechtigung und Frauenrechte in Österreich hervorgehoben.
Sie wurde nach der Einäscherung am 9. März 2010 in einem Ehrengrab der Stadt Wien auf dem Zentralfriedhof in der Nähe der Gräber von Hertha Firnberg und Rosa Jochmann (Gruppe 32C, Nr. 1A) bestattet.
Ihre eingetragene Lebenspartnerin Annemarie Aufreiter begehrte die Zuerkennung einer Witwenpension. Der Antrag wurde jedoch abgewiesen, weil die beiden Frauen nur wenige Wochen verpartnert gewesen waren.

## Auszeichnungen
- 1994 erhielt sie das Große Goldene Ehrenzeichen am Bande für Verdienste um die Republik Österreich[16].

- 2008 Wiener Frauenpreis

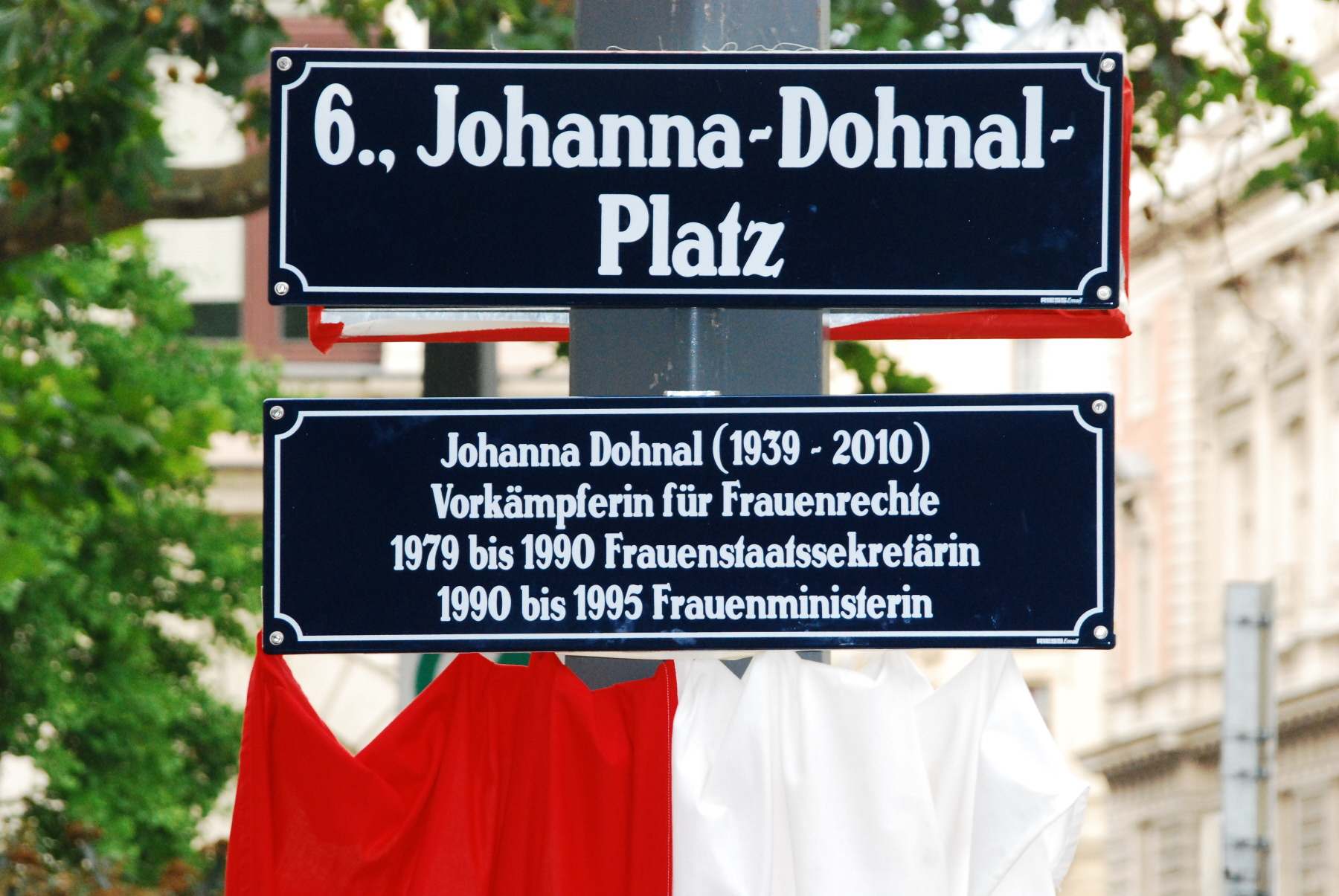
Johanna-Dohnal-Platz in Wien-Mariahilf

- 16. Juli 2009: Berufstitel Professor, durch den Bundespräsidenten verliehen

- Am 27. September 2011 wurde der 1932 fertiggestellte Gemeindebau Jenullgasse 18–26 in Wien-Penzing Johanna-Dohnal-Hof benannt[17].
- Am 5. Juni 2012 wurde einem Beschluss vom 7. November 2011 folgend in Wien-Mariahilf (6. Bezirk) der Johanna-Dohnal-Platz nach ihr benannt.[18]

## Zitate
„Es gibt Menschen, die im Volk die absolute Mehrheit stellen und im Parlament die wenigsten Sitze haben. Fragen Sie die Männer, warum.“

„Ich denke, es ist Zeit, daran zu erinnern: Die Vision des Feminismus ist nicht eine ‚weibliche Zukunft‘. Es ist eine menschliche Zukunft. Ohne Rollenzwänge, ohne Macht- und Gewaltverhältnisse, ohne Männerbündelei und Weiblichkeitswahn.“

„Nur eine Frauenorganisation, die lästig ist, hat eine Existenzberechtigung.“

## Film
- Sabine Derflinger: Die Dohnal, 2019